# Мануфактура
Мануфакту́ра (лат. manufactura, manus — рука та factura — обробіток, виготовлення) — форма промислового виробництва, що характеризується поділом праці між найманими працівниками та використанням ручної праці. Мануфактура передувала заводам і фабрикам.

## Передумови утворення
- зростання ремесла, товарного виробництва
- поява майстерень з найманими працівниками
- накопичення грошових багатств у результаті первинного накопичення капіталу

## Шляхи виникнення
- об'єднання в одній майстерні ремісників різних спеціальностей, завдяки чому продукт аж до його остаточного виготовлення залишався на виробництві в одному місці
- об'єднання в загальній майстерні ремісників одної і тої ж спеціальності, кожен з яких виконував безперервно одну і ту ж саму операцію.

## Форми

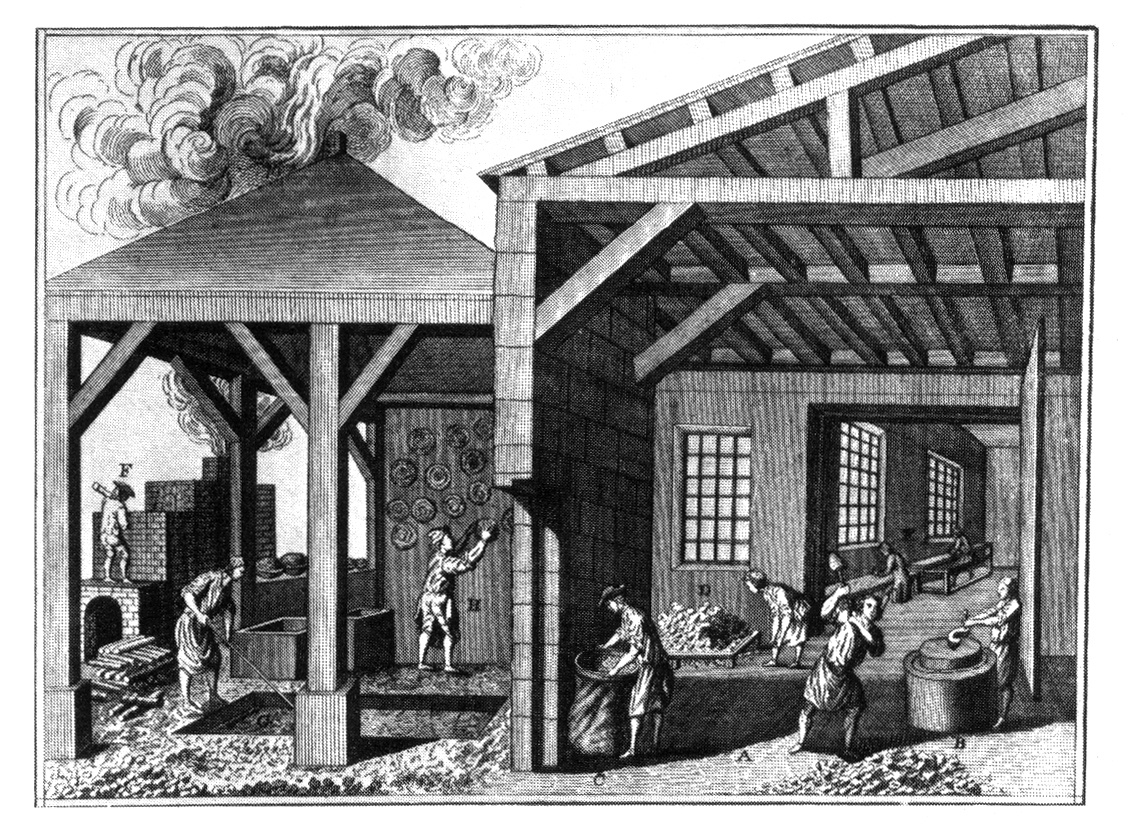
Саксонська мануфактура

### Розсіяна мануфактура
У розсіяній мануфактурі підприємець скуповував і продавав продукт самостійних ремісників, постачав їх сировиною, знаряддями виробництва. Дрібний виробник фактично знаходився на положенні найманого працівника, що отримував заробітну плату, але продовжував працювати у своїй домашній майстерні.

### Змішана мануфактура
Змішана мануфактура поєднувала виконання окремих операцій в централізованої майстерні з роботою вдома. Подібна мануфактура виникала, як правило, на базі домашнього кустарного промислу.

### Централізована мануфактура
Найрозвиненішою формою була централізовна мануфактура, яка об'єднувала найманих робітників в одній майстерні. Мануфактура вела до спеціалізації працівників і розділенню праці між ними, що підвищувало його продуктивність.

## В Україні
У XIV столітті у багатьох місцях України на Поліссі, Полтавщині, Харківщині і в Галичині з'явилися нові заклади з виробництва заліза — рудні. Залізо на них отримували сиродутним способом у великих горнах і домницях. Великі рудні, на яких було розподілення праці, являли собою перші залізоробні мануфактури. В деяких місцевостях вони збереглися до середини XIX століття.
У XVII столітті почали створюватися мануфактури, наприклад, на Волині у Горохові ткали сукно. Була також мануфактура у Почаєві: там у лаврі продавали сукна місцевого виробництва. У XIX столітті у Східній Україні, зокрема в Києві, Чернігові, Полтаві, з'явилися земства. Вони організовували майстерні, гуртували навколо них надомників, запрошували художників розробляти узори за місцевими зразками і випускали альбоми, листівки з різними орнаментами. Саме земства робили багато для розвитку ремесел: постачали майстрам сировину, організовували збут продукції. Художні вироби йшли за кордон, на міжнародні виставки, де одержували золоті й срібні медалі.

## Історія у Західній Європі
Історія генези індустріальних країн Західної Європи тісно пов'язана з розвитком мануфактурного виробництва в XVI—XVIII ст., від якого в значній мірі залежав економічний розвиток країн у цілому. Характерною рисою мануфактури у порівнянні з-попередньою простою кооперацією був перехід до поопераційного поділу праці при виготовленні товарів, що привело до значного підвищення продуктивності праці. Мануфактурне виробництво історично підготувало передумови для великої машинної індустрії.
У класичному вигляді процес первісного нагромадження капіталу відбувався в Англії. Ще в XIII—XIV ст. Англія вивозила сиру вовну на переробку за кордон, зокрема до Голландії. У XV ст. в Англії починають будуватися мануфактури для виробництва сукна з власної сировини, попит на яку з кожним роком зростав. У XVI ст. виготовленням вовняних тканин займалося близько половини робочого населення Англії, а на початок XVII ст. 90 % англійського експорту складала продукція суконного виробництва.
Зростання попиту на якісне англійське сукно дало поштовх до розведення овець, що стало більш вигідним, ніж землеробство. Високі прибутки англійських феодалів — лендлордів — від продажу вовни сприяли росту аграрного сектору та зумовили насильницький згін селян із землі, захоплення общинних та церковних земель, перетворення їх на пасовища. Лендлорди використовували своє право приватної власності на землю, руйнували житла селян, створювали великі пасовища для овець, які обгороджували парканами, тому цей процес одержав назву «обгороджування». Лендлорди часто здавали «обгороджену» землю в оренду фермерам, які використовували в господарствах вільнонайману робочу силу селян, що втратили землю. Так утворювалися капіталістичні господарства на селі.
Під час процесу обгороджування тисячі селян примусово втрачали засоби до існування — землю — і були змушені йти в міста шукати роботу, де працевлаштовувалася лише їх невелика частка. Значна решта селян перетворювалися на жебраків та злодіїв. У зв'язку з цим в Англії в XVI—XVII ст. приймаються проти жебраків дуже жорсткі закони, які одержали назву «криваве законодавство».
Отже, унаслідок проведення процесу обгороджування насильницьким шляхом, мануфактури в Англії одержали сировину та дешеву робочу силу, що сприяло їх розвитку та забезпечувало їх власникам накопичення капіталів.
Другою стороною первісного нагромадження капіталу було накопичення значних сум грошей у руках окремих людей. Тут для Англії були характерні такі джерела, як: використання державних боргів та високих відсотків від них, здійснення політики протекціонізму (покровительства), що давало можливість державі встановлювати високі митні тарифи, які захищали від конкуренції власного виробника.
Значну роль для Англії у нагромадженні капіталів відіграли Великі географічні відкриття, грабіж колоній, особливо Індії, нееквівалентна торгівля, піратство, работоргівля, яка набула великих масштабів у XVII ст., коли негри з Африки тисячами вивозилися на продаж до Америки. Позитивно на процес нагромадження капіталу вплинув і політичний фактор — революція.
Перелічені вище джерела надали можливість окремим особам в Англії накопичити великі кошти, які були вкладені у розвиток мануфактурного виробництва і перетворилися на капітал.
Що до Голландії, то процес первісного нагромадження капіталу тут почався раніше, ніж в Англії. Ще наприкінці XIV ст. у Голландії сталося руйнування феодальних відносин на селі й утворення фермерських господарств, і як наслідок — виникнення значної кількості вільної робочої сили.
Нідерландська революція в другій половині XVI ст. прискорила процес первісного нагромадження капіталу, який відбувався за рахунок таких джерел, як: розвиток фінансових операцій; сільського господарства; грабування колоній та нееквівалентного обміну товарами з ними; прибутків від торгівлі. Перетворення Голландії на провідну фінансову державу світу активно вплинуло на розвиток мануфактурного виробництва на основі застосування вільнонайманої праці. Отже, з'явилась можливість швидко розвинути суднобудівельні, суконні, полотняні, шовкові та інші мануфактури, створити підприємства з переробки продукції сільського господарства, перетворити країну в найбільшу торговельну та фінансову державу світу.
Вплив Великих географічних відкриттів прискорив процес первісного нагромадження капіталу в Англії, Голландії та інших країнах Західної Європи та руйнування натурального феодального господарства; ці відкриття втягували феодальне господарство в ринкові відносини, позитивно впливали на розширення мануфактурного виробництва, що створювало передумови для переходу до індустріального суспільства.
З середини XVII ст. мануфактура стає панівною формою виробництва, охоплюючи все більшу кількість випуску різних видів товарів та поглиблюючи міжнародний поділ праці. Галузевий склад мануфактур значною мірою визначався природно-географічними умовами та історичним розвитком тієї чи іншої країни. Так, в Англії в основному переважали суконні, металургійні, металообробні та суднобудівні мануфактури; у Німеччині — гірничі, металообробні та будівельні, у Голландії — текстильні та суднобудівні.
Розвиток мануфактурного виробництва викликав погіршання умов праці робітників, збільшення тривалості робочого дня, застосування жіночої та дитячої праці, зниження реальної заробітної платні, що сприяло загостренню соціальних протиріч.
Значний внесок у розвиток мануфактурного виробництва зробили перші соціальні революції в Західній Європі та США: у Нідерландах (1566—1609 рр.), в Англії (1640—1649 рр.), Франції (1789—1794 рр.), США (1775—1783 рр.). Ці революції створили умови для приходу до політичної влади буржуазії, яка прийняла закони, спрямовані на подальший розвиток мануфактурного виробництва, розширення торгівлі, фінансової справи, на ліквідацію феодальних пережитків, що гальмували економічний розвиток країн. Головний підсумок соціальних революцій полягає в остаточній перемозі над феодалізмом і встановленням демократичного устрою. Основний напрямок діяльності буржуазії, яка прийшла до політичної влади, полягав у тому, щоб створити сприятливі умови для розвитку мануфактур та спрямувати всі закони у фінансовій сфері на накопичення різними шляхами грошей та захистити внутрішній ринок країн від іноземних товарів.
Суттєвий вплив на розвиток мануфактурного виробництва та торгівлі мала революція в Англії. Вона мала всесвітньоісторичне значення, посприявши остаточній ліквідації феодалізму. Прийшовши до політичної влади у ході революції, англійська буржуазія приймає закони, спрямовані на розвиток промисловості й торгівлі, зміцнення фінансів. Так, у 1651 р. приймається «Навігаційний акт», за яким усі товари, які ввозилися до Англії, повинні були перевозитися лише на англійських судах; парламент своїми законами підтримував процес обгороджування, що забезпечувало дешевою робочою силою мануфактури. Уряд активно проводив політику накопичення капіталу в країні, що зміцнювало грошову систему та виробництво. Для укріплення кредитної системи в 1694 р. був відкритий Англійський банк, значно розширилася територія колоній. У XVIII ст. Англія перетворилася на найбільшу колоніальну державу світу, що позитивно вплинуло на індустріальний розвиток країни, забезпечило ринок збуту її товарів.
Активною антифеодальною була економічна політика французької революції. Революція скасувала податкові привілеї дворян, ліквідувала регламентацію виробництва та цехи, проголосила свободу торгівлі, запровадила політику протекціонізму, значною мірою розв'язала аграрне питання, наділивши селян невеликою кількістю землі. У січні 1800 р. в країні створюється Французький банк, розвивається кредитно-фінансова система.
Розвиток торгівлі в XVII—XVIII ст. в таких країнах, як Голландія, Англія та Франція приводить до того, що торгівля, особлива колоніальна, стає однією з провідних галузей економіки, приносячи країнам величезні прибутки. Тому політика торговельного балансу та розширення торгових зв'язків між країнами набуває великого значення. Торговельний баланс розраховувався як різниця між експортом і імпортом товарів.
Отже, вже на початку розвитку світової торгівлі країни вважали, що потрібно більше експортувати товарів за кордон, ніж імпортувати, щоб мати позитивний баланс, який активно впливав на накопичення грошей в країні.
Щоб забезпечити позитивний торговельний баланс країни Західної Європи активно проводили політику протекціонізму спрямовану на захист законами та правилами промисловості та внутрішнього ринку країн від проникнення на нього іноземних товарів. Для цього використовувалися перш за все високі ставки мита на ввіз товарів з-за кордону. В той же час політика протекціонізму заохочувала розвиток національної економіки та захищала її від іноземної конкуренції. Політику протекціонізму, наприклад, активно проводила Англія, і це позитивно впливало на розвиток мануфактурного виробництва.
Таким чином, у мануфактурний період розвитку економіки в країнах Західної Європи під впливом Великих географічних відкриттів, швидкого первісного нагромадження капіталу, створення колоніальної системи та становлення світового ринку відбувався розклад натурального феодального господарства. Поряд з цим розвивалися ринкові відносини; значних обсягів набуває внутрішня та зовнішня торгівля, яка сприяє розширенню мануфактурного виробництва, яке заклало підвалини для переходу до індустріального суспільства.